# 伊丽莎白号护卫舰
伊丽莎白号是普鲁士海军建造的阿科纳级护卫舰的最后一艘，得名于普鲁士王后伊丽莎白。作为19世纪50年代普鲁士大规模造舰计划的一部分，该舰于1866年开始在但泽王国船厂铺设龙骨，1868年10月下水，至1869年9月交付使用。为了能在海外长期部署，伊丽莎白号的设计结合了蒸汽和风帆动力以扩大航程，并装备有六门68磅和二十门36磅滑膛炮。它最初被定型为盖甲板护卫舰，自1884年起又重归类为巡洋巡防舰。
伊丽莎白号在服役生涯中曾进行过多次海外巡航。1869年入役后，它首先代表普鲁士王国出席了苏伊士运河的开通仪式。在普法战争期间，该舰曾在威廉港周边担任武装商船巡洋舰。德意志帝国成立后，伊丽莎白号又作为德国分舰队的一份子介入西班牙的州省革命，在西班牙沿岸巡逻。它于1876年至1878年间完成了环球航行，期间曾在非洲、南太平洋多次宣示主权，为德属西南非洲和德属新几内亚等殖民地的建立奠定了基础。伊丽莎白号于1887年9月正式从海军名录中除籍，之后充当供司炉兵和轮机兵教学使用的废船，直至1904年拆解报废。

## 设计
19世纪50年代，随着普鲁士的对外贸易在全球范围内扩张，亟需采购以螺旋桨推进方式的机帆动力并用、木制结构军舰来维护其在海外市场上的利益活动。为此，普鲁士海军决定以从英国置换而来的风帆巡防舰忒提斯号为蓝本设计阿科纳级护卫舰，使之不仅配备蒸汽动力的技术创新，而且还配备具有相应大巡航半径的传统航行设施，能够胜任所谓的“驻地舰”职责。它们将主要担负保护海外居留侨民和海外警备任务。
伊丽莎白号的水线长和全长分别为71.50米和79.30米，有13.2米的舷宽以及5.50米的前吃水和6.40米的后吃水；其设计排水量为2,454吨，满载时则可达2,912吨。标准船员编制为35名军官和345名水兵。由于当时国产主机的质量不佳，军方遂直接向英国的莫兹利父子与菲尔德采购了一台卧式两缸单胀往复式蒸汽机提供动力，用以驱动一副直径为4.8米的双叶螺旋桨。蒸汽则由四座燃煤箱型火管锅炉供应，这使得它在2,440匹指示馬力（1,820千瓦特）额定功率下的最高航速可达12.1節（22.4每小時），并且能够以10節（19每小時）的速度连续航行1,900海里（3,500）。为了在煤炭可能稀缺的海外长期部署时作为蒸汽机的辅助动力，伊丽莎白号还配备有一套总帆面积为2,200平方米的全帆装索具。
伊丽莎白号装备有六门68磅和二十门36磅滑膛炮，均为前装式。自1870年起，这些火炮又被替换为十七门150毫米22倍径后装式箍炮。

## 服役历史
作为同级的最后一艘舰，伊丽莎白号直到1866年才开始在但泽的王国船厂铺设龙骨，1868年10月10日下水，至1869年9月29日竣工。入役后，它便首先代表普鲁士王国出席了苏伊士运河的开通仪式，而后来的海军上将圭多·卡歇尔此时也作为低级军官跟舰服役。在普法战争期间，该舰最初驻扎在基尔；自1870年起，它又转驻威廉港，用作武装商船巡洋舰。但由于交战双方迅速停火，伊丽莎白号未及参与实战。
1872年，伊丽莎白号被编入国家分舰队，计划于1872年至1874年期间进行环球航行，以提高1871年成立的德意志帝国的声望。1872年10月12日，伊丽莎白号跟随分舰队旗舰腓特烈·卡尔号铁甲舰和信天翁号炮舰从基尔出发前往西印度群岛。连同当地的驻地舰菲内塔号和瞪羚号一起，环球航行计划持续三年。然而，在1873年3月10日相继到访了委内瑞拉、哥伦比亚和海地后，由于西班牙第一共和国成立并爆发了州省革命，这些计划在哈瓦那被迫放弃。伊丽莎白号遂与除了信天翁号以外的其他舰艇一同返回欧洲，并作为德国分舰队的一份子直接前往西班牙海岸，在那里观察了卡塔赫纳海战，迫使起义者交还在卡塔赫纳的德国财产。
伊丽莎白号于1876年至1878年间完成了环球航行。为了解决所谓的“艾森施图克事件”，它于1878年连同护卫舰莱比锡号和阿里阿德涅号一起被派往尼加拉瓜西海岸。从1881年11月到1883年4月，该舰隶属于东亚分舰队。1884年，伊丽莎白号与炮舰海鸥号一同将德属西非帝国专员古斯塔夫·纳赫蒂加尔带到喀麦隆，并在那里与当地部落酋长签订了“保护协定”。然后，前者进一步抵达安格拉佩奎纳（即后来的吕德里茨湾）与莱比锡号会合并升起德国国旗。此举是由伊丽莎白号时任舰长、海军上尉鲁道夫·舍林于1884年8月7日主持进行的，标志着德国建立西南非洲殖民地的开端。同年11月3日，该舰与炮舰鬣狗号再次在舍林和当时新几内亚公司代理人奥托·芬施的主导下，于俾斯麦群岛马图皮岛的亨斯海姆洋行总部场地上升旗，促成了后来的德属新几内亚殖民地。
1885年夏天，已被重归类为巡洋巡防舰的伊丽莎白号与当时身处澳大利亚水域的其它德国军舰一同，获海军上校卡尔·帕申征召前往东非，以支持在那里缔结保护条约。伊丽莎白号跟随旗舰施托施号于同年8月抵达桑给巴尔。因此，它也曾是东非巡洋分舰队的一份子。1887年9月20日，伊丽莎白号正式从海军名录中除籍，之后在基尔充当供司炉兵和轮机兵教学使用的废船，直至1904年以83,000金马克的价格售至斯德丁拆解报废。其舰艏饰则被保留了下来，现存于德国航运博物馆。